# The Woman (filme de 2011)
The Woman (Brasil: The Woman - Nem Todo Monstro Vive na Selva ) é um filme de terror produzido nos Estados Unidos em 2011, dirigido por Lucky McKee e protagonizado por Pollyanna McIntosh, Angela Bettis, Sean Bridgers, Lauren Ashley Carter, Carlee Baker e Alexa Marcigliano.
É a sequência do filme Offspring, de 2009.